# Northern Ireland Open 2019
Il Northern Ireland Open 2019 è il dodicesimo evento della stagione 2019-2020 di snooker ed è la quarta edizione di questo torneo che si è disputato dall'11 al 17 novembre 2019 a Belfast in Irlanda del Nord.
È il secondo torneo stagionale dell'Home Nations Series.
Il 12 novembre Stuart Bingham ha realizzato il suo sesto 147 in carriera contro Lu Ning.
2° Northern Ireland Open, 2º Torneo Home Nations Series e 14º Titolo Ranking per Judd Trump.

## Montepremi
- Vincitore: £70.000
- Finalista: £30.000
- Semifinalisti: £20.000
- Quarti di Finale: £10.000
- Ottavi di Finale: £7.500
- Sedicesimi di Finale: £4.000
- Trentaduesimi di Finale: £3.000
- Miglior Break della competizione: £5.000

## Tabellone delle qualificazioni
| Giocatore       | Giocatore       | Risultato |
| --------------- | --------------- | --------- |
| Patrick Wallace | Robbie McGuigan | 4 - 0     |

## Fase a eliminazione diretta[3]
| Centoventottesimi di Finale | Sessantaquattresimi di Finale | Trentaduesimi di Finale | Sedicesimi di Finale   | Quarti di Finale       | Semifinali                | Finale                  |
| --------------------------- | ----------------------------- | ----------------------- | ---------------------- | ---------------------- | ------------------------- | ----------------------- |
| Al meglio dei 7 frames      | Al meglio dei 7 frames        | Al meglio dei 7 frames  | Al meglio dei 7 frames | Al meglio dei 9 frames | Al meglio degli 11 frames | Al meglio dei 17 frames |

| Giocatore          | Giocatore             | Risultato | Ranking Giocatore 1 | Ranking Giocatore 2 |
| ------------------ | --------------------- | --------- | ------------------- | ------------------- |
| Judd Trump         | James Cahill          | 4 - 3     | 1                   | 113                 |
| Zhang Anda         | Simon Lichtenberg     | 4 - 1     | 72                  | 109                 |
| Hossein Vafaei     | Si Jiahui             | 0 - 4     | 33                  | 99                  |
| Chen Zifan         | Patrick Wallace       | 4 - 2     | 110                 | (Dilettante)        |
| Ali Carter         | Robert Milkins        | 4 - 1     | 17                  | 45                  |
| Li Hang            | Elliot Slessor        | 4 - 1     | 42                  | 73                  |
| Yan Bingtao        | Andy Hicks            | 4 - 2     | 18                  | 122                 |
| Marco Fu           | Gerard Greene         | 4 - 1     | 57                  | 115                 |
| Ashley Carty       | Rod Lawler            | 1 - 4     | 81                  | 116                 |
| Tom Ford           | Andrew Higginson      | 0 - 4     | 25                  | 59                  |
| Thor Chuan Leong   | Jak Jones             | 1 - 4     | 84                  | 71                  |
| David Gilbert      | Anthony Hamilton      | 3 - 4     | 10                  | 58                  |
| Liang Wenbó        | Kurt Maflin           | 4 - 1     | 40                  | 41                  |
| Lyu Haotian        | Tian Pengfei          | 1 - 4     | 26                  | 65                  |
| Peter Ebdon        | Jimmy White           | 4 - 2     | 53                  | 123                 |
| Kyren Wilson       | Alan McManus          | 4 - 0     | 9                   | 54                  |
| Mark Selby         | Xu Si                 | 4 - 2     | 6                   | 97                  |
| Matthew Stevens    | Chris Wakelin         | 4 - 1     | 43                  | 46                  |
| Matthew Selt       | Daniel Wells          | 4 - 2     | 29                  | 56                  |
| Adam Stefanow      | Luca Brecel           | 0 - 4     | 91                  | 34                  |
| Jack Lisowski      | Soheil Vahedi         | 3 - 4     | 13                  | 114                 |
| Ken Doherty        | Michael Georgiou      | 4 - 2     | 64                  | 48                  |
| Thepchaiya Un-Nooh | Mark King             | 4 - 2     | 22                  | 35                  |
| Peter Lines        | Mei Xiwen             | 1 - 4     | 127                 | 67                  |
| Mitchell Mann      | Liam Highfield        | 4 - 1     | 98                  | 55                  |
| Ryan Day           | Harvey Chandler       | 1 - 4     | 21                  | 82                  |
| Mike Dunn          | Mark Davis            | 2 - 4     | 66                  | 36                  |
| Stephen Maguire    | Declan Lavery         | 4 - 0     | 14                  | (Dilettante)        |
| Chen Feilong       | Kishan Hirani         | 4 - 2     | 89                  | 90                  |
| Noppon Saengkham   | Billy Joe Castle      | 3 - 4     | 30                  | 124                 |
| Riley Parsons      | Kacper Filipiak       | 3 - 4     | 119                 | 111                 |
| John Higgins       | Chang Bingyu          | 4 - 2     | 5                   | 92                  |
| Neil Robertson     | Mark Joyce            | 3 - 4     | 4                   | 52                  |
| Jackson Page       | Barry Pinches         | 4 - 3     | 100                 | 103                 |
| Anthony McGill     | Robbie Williams       | 1 - 4     | 31                  | 62                  |
| Hammad Miah        | Martin Gould          | 4 - 1     | 86                  | 51                  |
| Joe Perry          | Zhao Xintong          | 4 - 2     | 15                  | 44                  |
| Ross Bulman        | Zhang Jiankang        | 4 - 1     | (Dilettante)        | 88                  |
| Graeme Dott        | Duane Jones           | 4 - 2     | 20                  | 108                 |
| Bai Langning       | Craig Steadman        | 1 - 4     | 107                 | 74                  |
| Lee Walker         | Martin O'Donnell      | 3 - 4     | 79                  | 39                  |
| Xiao Guodong       | Alexander Ursenbacher | 2 - 4     | 23                  | 102                 |
| Jordan Brown       | James Wattana         | 4 - 2     | 78                  | 83                  |
| Stuart Bingham     | Lu Ning               | 4 - 3     | 12                  | 60                  |
| Ian Burns          | Andy Lee              | 4 - 0     | 105                 | 95                  |
| Scott Donaldson    | Alfie Burden          | 4 - 1     | 28                  | 77                  |
| Jamie O'Neill      | Sunny Akani           | 4 - 2     | 112                 | 50                  |
| Mark Allen         | Sam Craigie           | 4 - 1     | 7                   | 63                  |
| Shaun Murphy       | Fraser Patrick        | 4 - 0     | 8                   | 121                 |
| Dominic Dale       | Luo Honghao           | 2 - 4     | 87                  | 69                  |
| Ricky Walden       | Alex Borg             | 4 - 0     | 27                  | 126                 |
| Sam Baird          | Nigel Bond            | 4 - 2     | 75                  | 94                  |
| Barry Hawkins      | Eden Sharav           | 4 - 3     | 11                  | 125                 |
| Michael Holt       | Michael White         | 4 - 2     | 37                  | 61                  |
| Jimmy Robertson    | Igor Figueiredo       | 4 - 3     | 24                  | 104                 |
| Fan Zhengyi        | Fergal O'Brien        | 2 - 4     | 96                  | 68                  |
| Brandon Sargeant   | Joe O'Connor          | 2 - 4     | 106                 | 70                  |
| Gary Wilson        | Yuan Sijun            | 2 - 4     | 19                  | 49                  |
| Jamie Clarke       | Ben Woollaston        | 2 - 4     | 85                  | 38                  |
| Ding Junhui        | David Lilley          | 2 - 4     | 16                  | 120                 |
| John Astley        | Stuart Carrington     | 1 - 4     | 76                  | 47                  |
| Zhou Yuelong       | David Grace           | 4 - 0     | 32                  | 101                 |
| Louis Heathcote    | Lei Peifan            | 2 - 4     | 93                  | 118                 |
| Ronnie O'Sullivan  | Oliver Lines          | 4 - 2     | 3                   | 80                  |

| Giocatore          | Giocatore             | Risultato | Ranking Giocatore 1 | Ranking Giocatore 2 |
| ------------------ | --------------------- | --------- | ------------------- | ------------------- |
| Judd Trump         | Zhang Anda            | 4 - 1     | 1                   | 72                  |
| Si Jiahui          | Chen Zifan            | 4 - 1     | 99                  | 110                 |
| Ali Carter         | Li Hang               | 4 - 3     | 17                  | 42                  |
| Yan Bingtao        | Marco Fu              | 4 - 1     | 18                  | 57                  |
| Rod Lawler         | Andrew Higginson      | 2 - 4     | 116                 | 59                  |
| Jak Jones          | Anthony Hamilton      | 0 - 4     | 71                  | 58                  |
| Liang Wenbó        | Tian Pengfei          | 2 - 4     | 40                  | 65                  |
| Peter Ebdon        | Kyren Wilson          | 1 - 4     | 53                  | 9                   |
| Mark Selby         | Matthew Stevens       | 4 - 1     | 6                   | 43                  |
| Matthew Selt       | Luca Brecel           | 0 - 4     | 29                  | 34                  |
| Soheil Vahedi      | Ken Doherty           | 0 - 4     | 114                 | 64                  |
| Thepchaiya Un-Nooh | Mei Xiwen             | 4 - 2     | 22                  | 67                  |
| Mitchell Mann      | Harvey Chandler       | 1 - 4     | 98                  | 82                  |
| Mark Davis         | Stephen Maguire       | 2 - 4     | 36                  | 14                  |
| Chen Feilong       | Billy Joe Castle      | 3 - 4     | 89                  | 124                 |
| Kacper Filipiak    | John Higgins          | 1 - 4     | 111                 | 5                   |
| Mark Joyce         | Jackson Page          | 4 - 2     | 52                  | 100                 |
| Robbie Williams    | Hammad Miah           | 4 - 1     | 62                  | 86                  |
| Joe Perry          | Ross Bulman           | 4 - 2     | 15                  | (Dilettante)        |
| Graeme Dott        | Craig Steadman        | 4 - 1     | 20                  | 74                  |
| Martin O'Donnell   | Alexander Ursenbacher | 3 - 4     | 39                  | 102                 |
| Jordan Brown       | Stuart Bingham        | 1 - 4     | 78                  | 12                  |
| Ian Burns          | Scott Donaldson       | 3 - 4     | 105                 | 28                  |
| Jamie O'Neill      | Mark Allen            | 0 - 4     | 112                 | 7                   |
| Shaun Murphy       | Luo Honghao           | 4 - 1     | 8                   | 69                  |
| Ricky Walden       | Sam Baird             | 4 - 1     | 27                  | 75                  |
| Barry Hawkins      | Michael Holt          | 4 - 3     | 11                  | 37                  |
| Lei Peifan         | Ronnie O'Sullivan     | 2 - 4     | 118                 | 3                   |
| Jimmy Robertson    | Fergal O'Brien        | 3 - 4     | 24                  | 68                  |
| Joe O'Connor       | Yuan Sijun            | 2 - 4     | 70                  | 49                  |
| Ben Woollaston     | David Lilley          | 4 - 2     | 38                  | 120                 |
| Stuart Carrington  | Zhou Yuelong          | 4 - 0     | 47                  | 32                  |

| Giocatore             | Giocatore          | Risultato | Ranking Giocatore 1 | Ranking Giocatore 2 |
| --------------------- | ------------------ | --------- | ------------------- | ------------------- |
| Judd Trump            | Si Jiahui          | 4 - 0     | 1                   | 99                  |
| Ali Carter            | Yan Bingtao        | 3 - 4     | 17                  | 18                  |
| Andrew Higginson      | Anthony Hamilton   | 3 - 4     | 59                  | 58                  |
| Tian Pengfei          | Kyren Wilson       | 2 - 4     | 65                  | 9                   |
| Mark Selby            | Luca Brecel        | 4 - 2     | 6                   | 34                  |
| Ken Doherty           | Thepchaiya Un-Nooh | 4 - 3     | 64                  | 22                  |
| Harvey Chandler       | Stephen Maguire    | 2 - 4     | 82                  | 14                  |
| Billy Joe Castle      | John Higgins       | 1 - 4     | 124                 | 5                   |
| Mark Joyce            | Robbie Williams    | 3 - 4     | 52                  | 62                  |
| Joe Perry             | Graeme Dott        | 4 - 1     | 15                  | 20                  |
| Alexander Ursenbacher | Stuart Bingham     | 4 - 2     | 102                 | 12                  |
| Scott Donaldson       | Mark Allen         | 0 - 4     | 28                  | 7                   |
| Shaun Murphy          | Ricky Walden       | 4 - 3     | 8                   | 27                  |
| Barry Hawkins         | Fergal O'Brien     | 4 - 2     | 11                  | 68                  |
| Yuan Sijun            | Ben Woollaston     | 4 - 3     | 49                  | 38                  |
| Stuart Carrington     | Ronnie O'Sullivan  | 1 - 4     | 47                  | 3                   |

| Giocatore             | Giocatore         | Risultato | Ranking Giocatore 1 | Ranking Giocatore 2 |
| --------------------- | ----------------- | --------- | ------------------- | ------------------- |
| Judd Trump            | Yan Bingtao       | 4 - 0     | 1                   | 18                  |
| Anthony Hamilton      | Kyren Wilson      | 4 - 3     | 58                  | 9                   |
| Mark Selby            | Ken Doherty       | 4 - 1     | 6                   | 64                  |
| Stephen Maguire       | John Higgins      | 3 - 4     | 14                  | 5                   |
| Robbie Williams       | Joe Perry         | 1 - 4     | 62                  | 15                  |
| Alexander Ursenbacher | Mark Allen        | 4 - 3     | 102                 | 7                   |
| Shaun Murphy          | Barry Hawkins     | 4 - 2     | 8                   | 11                  |
| Yuan Sijun            | Ronnie O'Sullivan | 1 - 4     | 49                  | 3                   |

| Giocatore    | Giocatore             | Risultato | Ranking Giocatore 1 | Ranking Giocatore 2 |
| ------------ | --------------------- | --------- | ------------------- | ------------------- |
| Judd Trump   | Anthony Hamilton      | 5 - 1     | 1                   | 58                  |
| Mark Selby   | John Higgins          | 4 - 5     | 6                   | 5                   |
| Joe Perry    | Alexander Ursenbacher | 5 - 3     | 15                  | 102                 |
| Shaun Murphy | Ronnie O'Sullivan     | 1 - 5     | 8                   | 3                   |

| Giocatore  | Giocatore         | Risultato | Ranking Giocatore 1 | Ranking Giocatore 2 |
| ---------- | ----------------- | --------- | ------------------- | ------------------- |
| Judd Trump | John Higgins      | 6 - 3     | 1                   | 5                   |
| Joe Perry  | Ronnie O'Sullivan | 1 - 6     | 15                  | 3                   |

| FINALE Waterfront Hall, Belfast, Irlanda del Nord, Regno Unito ARBITRO: Colin Humphries                       | FINALE Waterfront Hall, Belfast, Irlanda del Nord, Regno Unito ARBITRO: Colin Humphries | FINALE Waterfront Hall, Belfast, Irlanda del Nord, Regno Unito ARBITRO: Colin Humphries |
| Judd Trump (1)                                                                                                | 9 - 7                                                                                   | Ronnie O'Sullivan (3)                                                                   |
| --- | --------------------------------------------------------------------------------------- | --------------------------------------------------------------------------------------- |
| PRIMA SESSIONE: 1-0 2-0 2-1 3-1 3-2 4-2 5-2 5-3 (5-3) SECONDA SESSIONE: 5-4 6-4 7-4 7-5 7-6 8-6 8-7 9-7 (4-4) |                                                                                         |                                                                                         |
| MIGLIOR BREAK: 124 CENTURY BREAKS: 4                                                                          |                                                                                         | MIGLIOR BREAK: 135 CENTURY BREAKS: 2                                                    |
| Judd Trump vince il Northern Ireland Open 2019                                                                |                                                                                         |                                                                                         |

### Statistiche
| Giocatore             | Differenza tra i frames |
| --------------------- | ----------------------- |
| Judd Trump            | +21                     |
| Ronnie O'Sullivan     | +17                     |
| Mark Allen            | +10                     |
| Mark Selby            | +9                      |
| Kyren Wilson          | +8                      |
| Joe Perry             | +7                      |
| John Higgins          | +7                      |
| Stephen Maguire       | +7                      |
| Shaun Murphy          | +6                      |
| Luca Brecel           | +6                      |
| Ricky Walden          | +6                      |
| Andrew Higginson      | +5                      |
| Alexander Ursenbacher | +4                      |
| Ken Doherty           | +4                      |
| Robbie Williams       | +4                      |
| Harvey Chandler       | +4                      |
| Ben Woollaston        | +3                      |
| Si Jiahui             | +3                      |
| Thepchaiya Un-Nooh    | +3                      |
| Tian Pengfei          | +3                      |
| Ian Burns             | +3                      |
| Marco Fu              | +3                      |
| Anthony Hamilton      | +2                      |
| Yuan Sijun            | +2                      |
| Barry Hawkins         | +2                      |
| Graeme Dott           | +2                      |
| Stuart Bingham        | +2                      |
| Mark Joyce            | +2                      |
| Li Hang               | +2                      |
| Fergal O'Brien        | +1                      |
| Ali Carter            | +1                      |
| Ross Bulman           | +1                      |
| Chen Feilong          | +1                      |
| Mei Xiwen             | +1                      |
| Michael Holt          | +1                      |
| Liang Wenbó           | +1                      |
| Rod Lawler            | +1                      |
| Stuart Carrington     | 0                       |
| Scott Donaldson       | 0                       |
| Lei Peifan            | 0                       |
| Zhou Yuelong          | 0                       |
| David Lilley          | 0                       |
| Joe O'Connor          | 0                       |
| Jimmy Robertson       | 0                       |
| Craig Steadman        | 0                       |
| Zhang Anda            | 0                       |
| Mark Davis            | 0                       |
| Mitchell Mann         | 0                       |
| Matthew Stevens       | 0                       |
| Martin O'Donnell      | 0                       |
| Hammad Miah           | 0                       |
| Yan Bingtao           | -1                      |
| Billy Joe Castle      | -1                      |
| Luo Honghao           | -1                      |
| Sam Baird             | -1                      |
| Jordan Brown          | -1                      |
| Jackson Page          | -1                      |
| Peter Ebdon           | -1                      |
| Jak Jones             | -1                      |
| Chen Zifan            | -1                      |
| David Gilbert         | -1                      |
| Eden Sharav           | -1                      |
| Barry Pinches         | -1                      |
| Noppon Saengkham      | -1                      |
| Igor Figueiredo       | -1                      |
| Neil Robertson        | -1                      |
| Lee Walker            | -1                      |
| James Cahill          | -1                      |
| Riley Parsons         | -1                      |
| Lu Ning               | -1                      |
| Jack Lisowski         | -1                      |
| Kacper Filipiak       | -2                      |
| Jamie O'Neill         | -2                      |
| Matthew Selt          | -2                      |
| Andy Hicks            | -2                      |
| Michael Georgiou      | -2                      |
| Xu Si                 | -2                      |
| Mark King             | -2                      |
| Mike Dunn             | -2                      |
| Kishan Hirani         | -2                      |
| Ding Junhui           | -2                      |
| James Wattana         | -2                      |
| Chang Bingyu          | -2                      |
| Xiao Guodong          | -2                      |
| Duane Jones           | -2                      |
| Louis Heathcote       | -2                      |
| Sunny Akani           | -2                      |
| Nigel Bond            | -2                      |
| Patrick Wallace       | -2                      |
| Dominic Dale          | -2                      |
| Jimmy White           | -2                      |
| Daniel Wells          | -2                      |
| Jamie Clarke          | -2                      |
| Gary Wilson           | -2                      |
| Michael White         | -2                      |
| Fan Zhengyi           | -2                      |
| Brandon Sargeant      | -2                      |
| Oliver Lines          | -2                      |
| Zhao Xintong          | -2                      |
| Soheil Vahedi         | -3                      |
| Simon Lichtenberg     | -3                      |
| Robert Milkins        | -3                      |
| Elliot Slessor        | -3                      |
| Gerard Greene         | -3                      |
| Lyu Haotian           | -3                      |
| Chris Wakelin         | -3                      |
| Thor Chuan Leong      | -3                      |
| Peter Lines           | -3                      |
| Ryan Day              | -3                      |
| Liam Highfield        | -3                      |
| Anthony McGill        | -3                      |
| Martin Gould          | -3                      |
| Kurt Maflin           | -3                      |
| Zhang Jiankang        | -3                      |
| Bai Langning          | -3                      |
| Alfie Burden          | -3                      |
| Sam Craigie           | -3                      |
| John Astley           | -3                      |
| Hossein Vafaei        | -4                      |
| Declan Lavery         | -4                      |
| Tom Ford              | -4                      |
| Andy Lee              | -4                      |
| Fraser Patrick        | -4                      |
| Adam Stefanow         | -4                      |
| Alan McManus          | -4                      |
| Alex Borg             | -4                      |
| David Grace           | -4                      |

### Century Breaks (76)
| N° | Giocatore             | Century Breaks | Miglior Break |
| -- | --------------------- | -------------- | ------------- |
| 1  | Judd Trump            | 11             | 136           |
| 2  | Ronnie O'Sullivan     | 4              | 135           |
| =  | Mark Allen            | 4              | 118           |
| =  | John Higgins          | 4              | 117           |
| 3  | Yan Bingtao           | 3              | 129           |
| =  | Barry Hawkins         | 3              | 129           |
| =  | Luca Brecel           | 3              | 128           |
| =  | Shaun Murphy          | 3              | 122           |
| =  | Mark Selby            | 3              | 115           |
| 4  | Zhang Anda            | 2              | 139           |
| =  | Mark Joyce            | 2              | 137           |
| =  | Matthew Stevens       | 2              | 136           |
| =  | Liang Wenbó           | 2              | 126           |
| =  | Robbie Williams       | 2              | 114           |
| =  | Alexander Ursenbacher | 2              | 103           |
| 5  | Stuart Bingham        | 1              | 147 (£5.000)  |
| =  | Zhao Xintong          | 1              | 136           |
| =  | Joe Perry             | 1              | 134           |
| =  | Sam Baird             | 1              | 132           |
| =  | Ken Doherty           | 1              | 132           |
| =  | Matthew Selt          | 1              | 130           |
| =  | Tian Pengfei          | 1              | 129           |
| =  | Scott Donaldson       | 1              | 123           |
| =  | Thor Chuan Leong      | 1              | 122           |
| =  | Yuan Sijun            | 1              | 118           |
| =  | Ricky Walden          | 1              | 116           |
| =  | Jack Lisowski         | 1              | 112           |
| =  | Billy Joe Castle      | 1              | 109           |
| =  | Chen Zifan            | 1              | 109           |
| =  | Zhou Yuelong          | 1              | 108           |
| =  | Anthony Hamilton      | 1              | 107           |
| =  | Ali Carter            | 1              | 106           |
| =  | Mitchell Mann         | 1              | 105           |
| =  | Chang Bingyu          | 1              | 105           |
| =  | Luo Honghao           | 1              | 105           |
| =  | Stuart Carrington     | 1              | 104           |
| =  | Ben Woollaston        | 1              | 102           |
| =  | Michael White         | 1              | 101           |
| =  | Graeme Dott           | 1              | 100           |
| =  | Hammad Miah           | 1              | 100           |
| =  | Lei Peifan            | 1              | 100           |

### Break Massimi da 147 (1)
| N° | Giocatore      | Avversario |
| -- | -------------- | ---------- |
| 1  | Stuart Bingham | Lu Ning    |